# イリノイダービー
イリノイダービー（Illinois Derby）は、アメリカ合衆国イリノイ州のホーソーン競馬場で開催されているサラブレッド競馬の競走である。同州のダービーに相当する競走で、毎年4月下旬に開催される。

## 概要
1923年にオーロラダウンズ競馬場において創設された競走であったが、1938年の開催以後しばらく休止されていた。後の1963年にスポーツマンズトラック競馬場で復活され、現在はホーソーン競馬場で施行される競走となった。施行条件は創設時から変更なくダート9ハロン（約1811メートル）で行われている。
グレード制が導入された直後はG3競走として設定され、1988年から2009年までG2競走として施行されていたが、2010年からG3競走に格下げとなった。2012年までは4月初旬に開催され、中部地区の競走馬にとってケンタッキーダービーへと向かうためのプレップレースとして重要な位置付けにおかれており、2002年のケンタッキーダービー優勝馬ウォーエンブレムもこの競走から本戦へと駒を進めていた。2013年からは施行時期を4月下旬に変更し、プリークネスステークスへと向かうためのプレップレースとしての位置づけとなった。

## 歴史

### 全体の歴史
- 1923年 - オーロラダウンズ競馬場で創設。施行条件はダート9ハロン（約1811メートル）。
- 1939年-1962年 - 開催休止。
- 1963年 - スポーツマンズトラック競馬場で、開催が再開される。
- 1965年 - 分割競走として施行される。
- 1973年 - グレード制導入により、G3競走として設定される。
- 1988年 - G2に昇格。
- 2003年 - ホーソーン競馬場に開催地が移される。
- 2010年 - G3に降格。

### 近年の優勝馬
- 2024 Patriot Spirit
- 2017 Multiplier
- 2015 Whiskey Ticket
- 2014 Dynamic Impact
- 2013 Departing
- 2012 Done Talking
- 2011 Joe Vann
- 2010 American Lion
- 2009 Musket Man
- 2008 Recapturetheglory
- 2007 Cowtown Cat
- 2006 Sweetnorthernsaint
- 2005 Greeley's Galaxy
- 2004 Pollard's Vision
- 2003 Ten Most Wanted
- 2002 War Emblem
- 2001 Distilled
- 2000 Performing Magic